# Los Zavales
Los Zavales är en ort i Mexiko.   Den ligger i kommunen Ozuluama de Mascareñas och delstaten Veracruz, i den östra delen av landet, 300 km nordost om huvudstaden Mexico City. Los Zavales ligger 57 meter över havet och antalet invånare är 157.
Terrängen runt Los Zavales är platt. Runt Los Zavales är det glesbefolkat, med 11 invånare per kvadratkilometer. Närmaste större samhälle är Ozuluama, 16,4 km söder om Los Zavales. Trakten runt Los Zavales består till största delen av jordbruksmark.